# Habla blah blah
«Habla blah blah» es el tercer sencillo del noveno álbum de estudio De película de la cantante mexicana Gloria Trevi, a dueto con el rapero Shy Canter. El sencillo fue lanzado el 1 de agosto de 2014 junto con su video musical.

## Antecedentes y composición
El 4 de octubre de 2013 la cantante subió un video con la letra del posible tercer sencillo del álbum que se tituló «Bipolar». Finalmente el 15 de febrero de 2014 se anunció que el tercer sencillo del álbum sería «Habla blah blah» junto al rapero Shy Carter. En abril de 2014 se anunció la grabación del video musical en los estudios Churubusco de la Ciudad de México.
El tema fue compuesto por Gloria junto a Paulino y al cantante mexicano Samo. Es interpretada a dueto con el cantante Shy Carter. El sitio web Esmas explicó que «la canción relata el final de una relación amorosa en la que una de las partes se dedica a decir mentiras y se convierte en una pesadilla para la otra».

## Lista de canciones
- Descarga digital

| Habla blah blah — Single |                                      |          |  |
| N.º                      | Título                               | Duración |  |
| 1.                       | «Habla blah blah» (Feat. Shy Canter) | 3:50     |  |

- Sencillo en CD

| — Sencillo en CD - Edición estándar |                                      |          |  |
| N.º                                 | Título                               | Duración |  |
| 1.                                  | «Habla blah blah» (Feat. Shy Canter) | 3:50     |  |

## Video musical
El video musical fue estrenado el 1 de agosto de 2014 a través de su cuenta oficial en VEVO. El video fue grabado en la Ciudad de México y dirigido por Nico Tronic. El tema utilizado en el video fue la personificación de varias villanas y personajes como Medusa, Caperucita Roja en control de los lobos y Eva con una manzana envenenada.

## Posicionamiento

### Listas
| País           | Compañía        | Lista                  | Mejor posición |
| 2014           | 2014            | 2014                   | 2014           |
| -------------- | --------------- | ---------------------- | -------------- |
| Estados Unidos | Billboard       | Latin Pop Songs        | 17             |
| México         | Billboard       | Mexico Español Airplay | 15             |
| México         | Monitor Latino  | Top pop                | 3              |
| Venezuela      | Record Report   | Top 100                | 1              |
| Venezuela      | Record Report   | Top Latín 40           | 24             |
| Venezuela      | Record Report   | Top Pop General        | 22             |
| Colombia       | National Report | Top 30 Nacional Latino | 3              |
| Ecuador        | Airplay Ecuador | Top 100 Nacional       | 1              |

## Certificaciones
| País      | Organismo Certificador | Certificación | Ventas Certificadas |
| Venezuela | AVINPRO                | Platino       | 15.000              |
| --------- | ---------------------- | ------------- | ------------------- |